# رابه (شهرستان بیشچاد)
رابه (به لهستانی:  Rabe) یک روستا در لهستان است که در گمینا چارنا (شهرستان بیشچاد) واقع شده‌است.